# Ohm törvénye
Ohm törvénye egy fizikai törvényszerűség, amely egy fogyasztón (pl. elektromos vezetékszakaszon) átfolyó áram erőssége és a rajta eső feszültség összefüggését adja meg. A törvényszerűséget Georg Simon Ohm német fizikus 1826-ban ismerte fel először.

## A törvény
A törvény kimondja, hogy az elektromosan vezető anyagok a bennük áramló töltések mozgásával szemben a közegellenálláshoz hasonlítható elektromos ellenállással rendelkeznek. Ohm kísérletileg megállapította, hogy az áramerősség a vezeték két rögzített pontja között mérhető feszültséggel egyenesen arányos, vagyis:
{\displaystyle R={U \over I}}
ahol az {\displaystyle R} egy állandó érték, az adott vezetékszakaszra jellemző elektromos ellenállás.
A törvény nem csak vezetékszakaszra, hanem általában bármilyen villamos ellenállást tanúsító fogyasztóra érvényes: a fogyasztó ellenállása megegyezik a sarkai közt mérhető feszültség és a rajta átfolyó áram hányadosával.
Az ellenállás mértékegysége az ohm:
{\displaystyle {{\mbox{V}} \over {\mbox{A}}}=\Omega }.
Ugyanazon fogyasztó esetében a feszültség és az áramerősség között egyenes arányosság van. Ezt az összefüggést első ízben Ohm német fizikus állapította meg, és róla Ohm törvényének nevezzük.

## Fémes vezeték ellenállása
A mérésekből (és egyszerű gondolatmenetből is) következik, hogy egy adott {\displaystyle A} keresztmetszetű, homogén anyagú fémes vezeték {\displaystyle l} hosszúságú szakaszának ellenállása egyenesen arányos a vezeték hosszával és fordítottan arányos a keresztmetszetével:
{\displaystyle R={\varrho }{l \over A}},
ahol a {\displaystyle {\varrho }} arányossági tényező a vezeték anyagára jellemző úgynevezett fajlagos ellenállás.
Ennek mérőszáma az egységnyi keresztmetszetű, egységnyi hosszúságú vezeték ellenállásának számértékével egyenlő. A fajlagos ellenállás SI-egysége az
{\displaystyle {1\Omega {\mbox{m}}^{2}} \over {\mbox{m}}}.
Ez azonban a gyakorlatban túl nagy érték, ezért helyette ennek milliomodát, az 1 méter hosszú, 1 mm² keresztmetszetű vezeték ellenállását veszik alapul:
{\displaystyle {1\Omega {\mbox{mm}}^{2}} \over {\mbox{m}}}.
A fajlagos ellenállás reciproka a fajlagos vezetőképesség:
{\displaystyle \sigma ={\frac {1}{\rho }}}.

## Az ellenálláson eső teljesítmény[2]
Az ellenállás kapcsaira kapcsolt feszültség hatására az ellenálláson áram folyik. Ennek a feszültségnek és az áramerősségnek a szorzata teljesítményt ad:
{\displaystyle P=UI;U=IR;\Longrightarrow P=I^{2}R}.

## Az áramsűrűség, a differenciális Ohm-törvény
Az {\displaystyle l} hosszúságú és {\displaystyle A} állandó keresztmetszetű vezetőre az Ohm-törvény:
{\displaystyle I={\frac {U}{R}}={\frac {U}{\rho l}}A=\sigma EA}.
Ez a {\displaystyle J={dI \over df}={\frac {I}{A}}} áramsűrűség bevezetésével az áramerősség a következő alakot ölti:
{\displaystyle I=\int _{(f)}^{}Jdf}.
Azaz az Ohm-törvény így is felírható:
{\displaystyle \mathbf {J} =\sigma \mathbf {E} }.
Véges keresztmetszetű vezeték belsejében haladó egyenáramról homogén vezető esetén feltételezhetjük, hogy egyenletesen oszlik el az egész keresztmetszet mentén, így a keresztmetszet egységén az áramsűrűség:
{\displaystyle J={\frac {I}{A}}}.
Válasszuk ki {\displaystyle A} keresztmetszetű vezeték {\displaystyle l} hosszúságú darabját. A két végponton mért feszültséget jelöljük UA, illetve UB-vel. Erre felírva Ohm törvényét:
{\displaystyle I={\frac {U_{A}-U_{B}}{R}}\Longrightarrow U_{A}-U_{B}=\varrho {\frac {l}{A}}I}.
A kivágott darabot homogénnek tekintettük, ebben tehát az erőtér is, az áramsűrűség eloszlása is egyenletes, így tehát az {\displaystyle {U \over l}} hányados a térerősséget adja, az {\displaystyle {I \over A}} hányados pedig az áramsűrűséget, vagyis:
{\displaystyle {\frac {U_{A}-U_{B}}{l}}=E;{\frac {I}{A}}=J\Longrightarrow E=\varrho J}.

## Az ellenállás hőmérsékletfüggése
Lásd még: A fajlagos ellenállás hőmérsékletfüggése
Az adott anyagra jellemző fajlagos ellenállás az alábbi összefüggés szerint függ a hőmérséklettől:
{\displaystyle {\varrho }={\varrho }_{20}\,(1+{\alpha \,}_{20}\Delta \,t)\Longrightarrow R_{t}=R_{20}+R_{20}\alpha (t-20)=R_{20}(1+\alpha (t-20))},
ahol
- {\displaystyle {\varrho }_{20}}: a 20 °C-on mért fajlagos ellenállás,
- {\displaystyle {\alpha \,}_{20}}: a 20 °C-on mért hőmérsékleti együttható,
- {\displaystyle \Delta \,t=t\,-\,}: 20 °C,
- R20: 20 °C-on mért ellenállás,
- Rt: {\displaystyle t} hőmérsékleten mérhető ellenállás.

## Ohm törvényéhez kapcsolódó nomogram[3]
Ohm törvényéhez kapcsolódó alapvető számításokat nomogram segítségével is el lehet végezni. A zsebszámológépek elterjedése előtt gyakori volt, hogy nomogramokat használtak. A nomogramok pontossága nem 100%-os, viszont szemléltetőeszközként ma is megállják helyüket.
Az alábbi nomogramot úgy használhatjuk, ha a 4 tényező közül ismerünk 2 tényezőt, akkor azoknak értékeit az adott számegyeneseken összekötjük. A kapott értékek pedig leolvashatók a vonalzó és a megfelelő számegyenesek és a vonalzó metszéspontján.